# Clossiana saga
Clossiana saga är en fjärilsart som beskrevs av Otto Staudinger 1861. Clossiana saga ingår i släktet Clossiana och familjen praktfjärilar. Inga underarter finns listade i Catalogue of Life.